# Восканян, Арус Тиграновна
Арус Тиграновна Восканян (в девичестве Дарбасян; 28 апреля (10 мая) 1889 года, Константинополь — 20 июля 1943, Ереван) — советская армянская актриса.
Родилась в столице Османской империи. Молодые годы провела в Анкаре, получила хорошее образование. Играть на сцене начала в Константинополе в 1908 году. В 1910 году переехала в российское Закавказье и поселилась в Баку, где стала членом Бакинской армянской труппы, в составе которой получила известность ролями Офелии и Дездемоны в, соответственно, «Гамлете» и «Отелло» Уильяма Шекспира и Соны и Сусан в, соответственно, «Злом духе» и «Намусе» Ширванзаде. Вышла замуж за Иосифа Восканяна, актёра той же труппы.
В 1917 году переехала в Тифлис (ныне Тбилиси), где стала играть в местных театрах и была членом Армянского драматического общества; с 1921 года, переехав в Ереван, стала одной из ведущих актрис 1-го Государственного театра Армении, (с 1937 года называется Армянский театр имени Сундукяна). В 1935 году получила звание Народной артистки Армянской ССР. После начала Великой Отечественной войны выступала в госпиталях и на предприятиях как мастер художественного слова. Умерла в 1943 году от брюшного тифа.

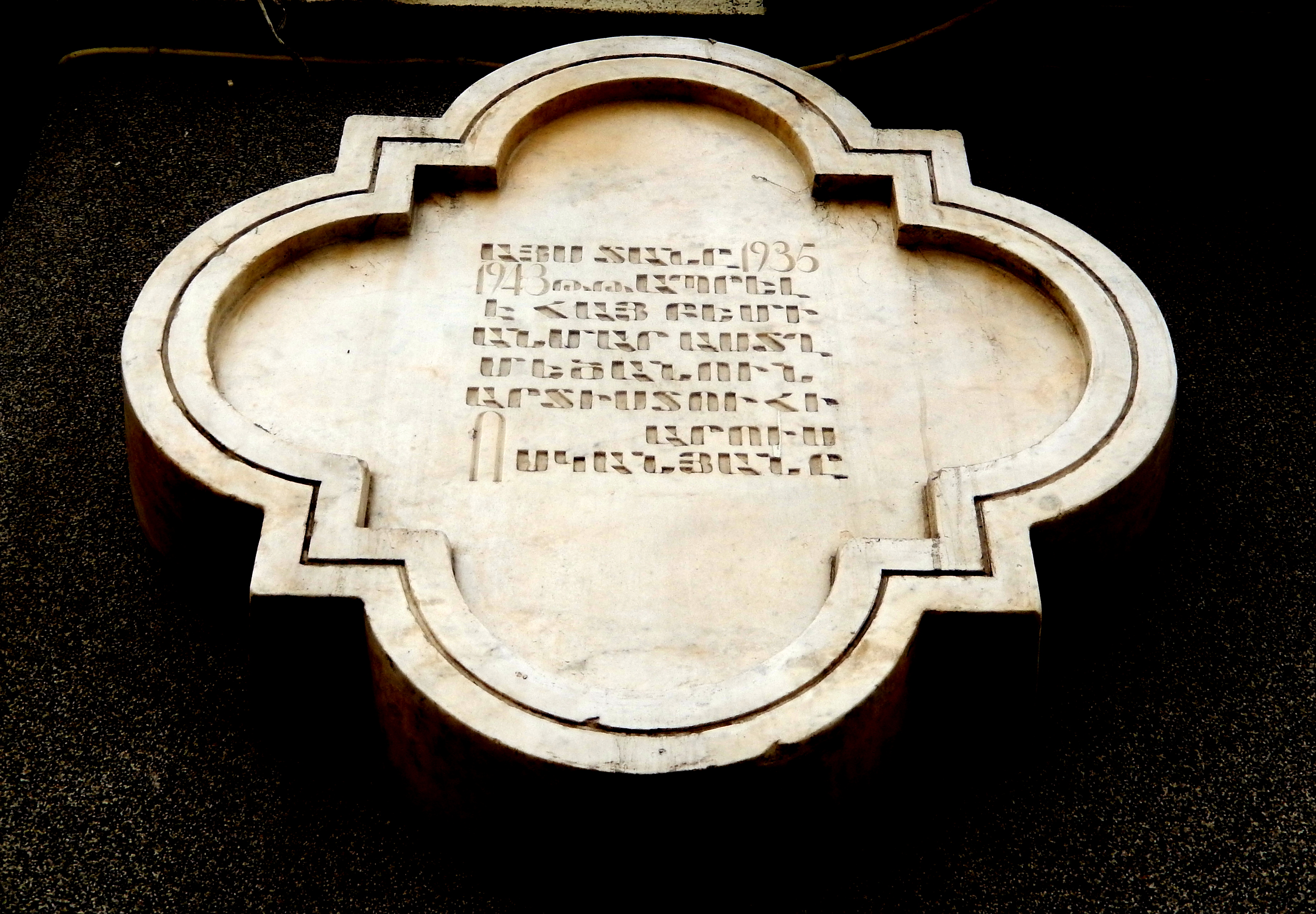

Критиками отмечались филигранная разработка деталей в её актёрской манере, мастерство сценической речи и отточенная сценическая форма, а также подчёркивалось стремление актрисы придать классическим образам современное звучание. Наиболее известные роли — Антигона («Антигона», Софокла), Нора («Кукольный дом», Ибсена), Ануш («Дядя Багдасар» Пароняна). Талантливо исполняла как трагические роли: Катерины («Гроза» Островского), леди Макбет («Макбет» Шекспира), так и комедийные: Сюзанны («Женитьба Фигаро» Бомарше), Катарины («Укрощение строптивой» Шекспира). Много играла в спектаклях по пьесам русских писателей (Кручинина в «Без вины виноватые» Островского, Панова в «Любови Яровой» Тренёва, Мария Николаевна в «Русских людях» Симонова, Рима в «Яде» Луначарского), особенно Максима Горького; наиболее известны исполнение ролей Насти в «На дне» и Рашель в «Вассе Железновой». Своей деятельностью Восканян способствовала сближению армянского театрального искусства с русской театральной культурой и его приобщению к общемировым театральным процессам.
Народная артистка Армянской ССР (1935). Заслуженная артистка Армянской ССР (25.01.1927).